# Вилхелм Хайнрих (Насау-Саарбрюкен)
Вилхелм Хайнрих фон Насау-Саарбрюкен (на немски: Wilhelm Heinrich fon Nassau-Saarbrücken; * 6 март 1718, Узинген; † 24 юли 1768, Саарбрюкен) е от 1735 до 1768 г. княз на Насау-Саарбрюкен.

## Живот
Той е вторият син на княз Вилхелм Хайнрих фон Насау-Узинген (1684 – 1718) и графиня Шарлота Амалия фон Насау-Диленбург (1680 – 1738), дъщеря на княз Хайнрих фон Насау-Диленбург (1641-1701).
Баща му умира няколко седмици преди раждането му. След това майка му е опекун на децата си до смъртта си през 1738 г.
От 1730 до 1731 г. Вилхелм Хайнрих и по-големият му брат са в университета в Страсбург, вероятно той следва и в университета в Женева. След това отива във Франция в двора на Луи XV, който го прави през 1737 г. командир на френския кавалерийски полк Royal-Allemand и го взема за винаги на френска военна служба. През 1740 г. той е бригаден генерал.
През 1735 г. княжеството е разделено между по-големият му брат княз Карл (1712 – 1775). Вилхелм Хайнрих получава Насау-Саарбрюкен на левия бряг на Рейн. Той се мести от Узинген в Саарбрюкен.
След смъртта на майка му от 1738 г. до 1741 г. негов опекун е брат му Карл.

## Фамилия
Вилхелм Хайнрих се жени на 28 февруари 1742 г. в Ербах за графиня София Кристина фон Ербах (* 12 юли 1725, дворец Райхенберг; † 10 юни 1795, Ашафенбург), дъщеря на граф Георг Вилхелм фон Ербах-Ербах (1686 – 1757) и първата му съпруга София Шарлота фон Ботмер (1697 – 1748). Те имат децата:
- София Августа (1743 – 1747)
- Лудвиг (1745 – 1794), княз на Насау-Саарбрюкен

∞ I. на 30 октомври 1766 г. за принцеса Вилхелмина фон Шварцбург-Рудолщат (1751 – 1780)
∞ II. на 28 февруари 1787 г. за графиня Катарина Маргарета Кест фон Отвайлер, херцогиня на Дилинген (1757 – 1829)
- Фридерика Августа (1748 – 1750)
- Анна Каролина (1751 – 1824)

∞ I. на 9 август 1769 г. за херцог Фридрих Хайнрих Вилхелм фон Шлезвиг-Холщайн-Зондербург-Глюксбург (1747 – 1779)
∞ II. 1782 г. за херцог Фридрих Карл Фердинанд фон Брауншвайг-Волфенбютел-Беверн (1729 – 1809)
- Вилхелмина Хенриета (1752 – 1829)

∞ 1783 г. за маркиз Луи Арманд de Seiglières-Belleforière de Soyecourt (1722 – 1790), има дъщеря